# Каузальное тело
Каузальное тело (санскр. कारणशरीर, karaṇaśarīra, «карана-шарира», или «причинное тело») — это тело, связанное с накоплением кармических впечатлений и духовных стремлений души, формирующих её текущую и будущие жизни. В контексте индуистской доктрины о 'трех телах' (шарира трая) каузальное тело рассматривается как аспект, сохраняющий в себе семена индивидуальности, влияющие на становление и проявления тонкого и грубого тел. 
Различные школы и традиции предоставляют свои интерпретации данной концепции, подчеркивая ее значение в процессе духовной эволюции и реинкарнации.

## Этимология
Карана-шарира (санскр. कारणशरीर, kāraṇaśarīra) — санскритское сложное слово, состоящее из двух терминов: карана (причина) и шарира (тело), что означает "причинное тело", или "каузальное тело". В философии веданты карана-шарира трактуется как "внутренний зародыш тела" или каузальная структура, являющаяся основой всех физических и тонких проявлений. Согласно санскритско-английскому словарю Монье-Вильямса, карана-шарира (कारणशरीर) — это "каузальное тело", первоначальный эмбрион или источник тел, существующий вместе с универсальным безличностным духом и эквивалентный авидье (также эквивалентен майе). Есть и другое значение термину карана-шарира — "местопребывание души".

## В веданте
Веданта, одна из шести ортодоксальных школ индуистской философии, указывает на то, что у дживы, индивидуальной души, есть три типа тел (шарира): стхула (грубое), сукшма (тонкое) и карана (причинное, или каузальное). Каузальное тело — это семя тонкого и грубого тел, считающееся коренной причиной воплощения; оно содержит впечатления прошлого опыта, которые формируют нынешнее существование. Карана-шарира также представлено в виде "внутреннего зародыша тела", являющегося основой всех физических и тонких проявлений. Оно представляет собой нирвикальпа рупам (неразделенную форму) и возникает из авидьи (неведения), «незнания» или «незнания» истинной сущности атмана. Веданта акцентирует внимание на единстве атмана и брахмана, где каузальное тело рассматривается как инструмент, связывающий душу с миром иллюзий.  
То, что необъяснимо, безначально и в форме авидьи (неведение), является причиной для двух других тел (тонкого и грубого), не осознающее свою истинную природу "Я", свободное от дуальности или разделения, - это карана шарира или причинное тело.Шанкарачарья, Таттва-бодха
В состоянии грез наяву дживатман скован грубым телом, - стхула-шарирой; во сне со сновидениями - тонким телом, - сукшма-шарирой; в омуте лишенной ощущений праджни дживатман связан причинным телом, - карана-шарирой.Мандукья-Карика Гаудапады

## В теософии
Чарлз Ледбитер писал о каузальном теле как оболочке, имеющей размеры, цветовое разнообразие и интенсивность свечения. Он связывал каузальное тело с "высшим небесным миром", где реинкарнирующее «я» проводит время между воплощениями в процессе своей эволюции. Ледбитер описывал каузальное тело как высший аспект человеческой ауры, связанный с душой и духовным развитием, хранящий все наши кармические записи. Он также давал разъяснения о каузальных телах у индивидуализированных животных как ещё не полностью развитых, представляющих собой начальные стадии развития со слабо выраженными оттенками красок и зарождающихся качеств.
В литературе Елены Блаватской карана-шарира — это "тело причинности", духовная оболочка (буддхи), являющаяся причиной состояния сушупти, ведущего к турья, высшему состоянию самадхи.
Субба Роу рассматривал каузальное тело как высший уровень человеческой сущности, сохраняющий истинное эго через череду воплощений. Это тело содержит высшие стремления и впечатления человека, накопленные в процессе его духовного роста и эволюции. Оно является результатом действия света Логоса, который является его жизненной энергией и источником сознания. Каузальное тело живет с кармой и может исчезнуть, если влияние кармы аннулировано. Оно передает жизненную энергию астральному и физическому телам, играя ключевую роль в духовной росте и процессе реинкарнации.